# محمدمهدی آخوندزاده
محمدمهدی آخوندزادهٔ بستی سیاستمدار و دیپلمات ایرانی و سفیر سابق ایران در آلمان و پاکستان می‌باشد.

## زندگی
وی با دختر ابوالفضل سرافراز ازدواج کرد و به این ترتیب داماد جواد سرافراز از جانباختگان انفجار دفتر حزب جمهوری اسلامی و محمد سرافراز رئیس سازمان صدا و سیما است. 

## پیشینه کاری
- مشاور وزیر  خارجه  ۱۳۹۲- ۱۳۹۷
- معاون بین الملل وزارت خارجه ۱۳۸۹- ۱۳۹۲
- معاون اسیا و اقیانوسیه وزارت خارحه ۱۳۸۵- ۱۳۸۹
- سفیر ایران در المان
- سفیر ایران  در هند
- سفیر ایران در پاکستان
- مدير كل سازمان‌هاي اقتصادي و تخصيصي بين‌الملل وزارت امور خارجه
- مديركل امور سياسي بين‌الملل وزارت امور خارجه
- مشاور وزير امور خارجه در امور بين‌الملل‌
- مدير كل امور حقوقي بين‌المللي وزارت امور خارجه
- مشاور رئيس جمهور در امور دريايي خزر